# ハーモニー・ケンドール
ハーモニー・ケンドール（Harmony Kendall）は、アメリカのテレビドラマ「バフィー 〜恋する十字架〜」およびそのスピンオフ作品「エンジェル」のなかの登場人物。メルセデス・マクナブがこの役を演じた。

## 人物
コーディリア（カリスマ・カーペンター）の親友で、サニーデール高校時代はコーディリアを頂点としたハイソ・グループ『コーディティ』のひとりだった。高校時代はチアリーダー、高校卒業後はバンパイアになる。
本名はハーモニカ。愛称はハームまたはハーモニー。
「エンジェル」第5シーズンではメインキャストに昇格、メインタイトルに名前がクレジットされる。
性格
高校時代はコーディリアに引けをとらないくらい意地悪な性格だった。「エンジェル」第5シーズンからは穏やかになるが、自己中心的な性格はそのままなため、周囲とときおり摩擦をおこす。

## 登場したエピソード

### バフィー 〜恋する十字架〜
第1シーズン
第2話『収穫』
昨夜ブロンズで殺気立ったバフィーを見たと話すコーディリアに、バフィーに関する悪い噂を伝える。
これに対してコーディリアは「すると彼女はサイコなんだ」と応じる。
傍で聞いていたウィローは腹を立て、「何も知らないくせに、いい加減なこといわないで」と2人に食ってかかる。
第11話『去る者日々に疎し』
眼に見えない何かに突き飛ばされる。
第2シーズン
『愛のかけ違い』
コーディリアの彼氏ザンダー・ハリスについて彼女をからかう。
その後ハーモニーの意地悪を恐れ、ザンダーを避けるようになっていたコーディリアにザンダーに冷たすぎると詰る。
さらにハーモニーはザンダーをいじめたとコーディリアを非難し襲い掛かる。
エイミーの魔法がとけたあと、コーディリアの目の前でザンダーをからかい、コーディリアに「臆病者」と非難される。
第3シーズン
『ねがい』
ザンダーと別れたコーディリアと和解。彼女に新しい友人アンヤを紹介する。
その日の夜、ブロンズの前の路地でハーモニーは、バフィーとバンパイアの戦闘に巻き込まれてごみだらけになったコーディリアと鉢合わせする。ハーモニーは口を開きかけたがそのまま立ち去る。
次の日、ハーモニーは、サニーデール高校の教室でコーディリアと再会、ザンダーとウィローが死んだと伝える。
『卒業の日 パート2』
卒業式の前日、ハーモニーはザンダーの頼みで、ウィロー（アリソン・ハニガン）たちとともに市長リチャード・ウィルキンズ一味と対決するが、高校の正門を突破する際、市長の手下のバンパイアに襲われる。
これが原因で、第4シーズンではバンパイアになって登場、スパイク（ジェームズ・マースターズ）のガールフレンドになる。
第5シーズン
『心ここにあらず』
スパイクの脳に埋められたチップを取り外すため病院を占拠する。しかし彼女は煙草を吸うのに忙しく、医師が摘出手術のふりをしているのに気づかなかった。
『クラッシュ(衝突)』
スパイクと「スレイヤーとバンパイア」ごっこをして遊ぶ。しかしスパイクの前にかつての恋人ドゥルーシラ（ジュリエット・ランドー）が現れ、その後スパイクがバフィーに愛を告白したことを知り、彼の元を去る。

### エンジェル
第2シーズン
「不調和」
サニーデールを去った彼女はコーディリアを頼ってロスにあらわれる。ハーモニーの落ち着かない様子が気になったコーディリアはウィローに電話し、彼女がバンパイアになっていることを知る。
ウィローからの知らせを受けたエンジェルたちは、ハーモニーに魂がないことを理由に彼女を追い出すようコーディリアに提案する。
エンジェルたちの仲間になったハーモニーは、当時エンジェルたちが追っていたバンパイア・カルトに潜入するが、コーディリアたちを裏切り、カルト集団の仲間になる。
エンジェルたちの手によってカルト集団が壊滅したあと、コーディリアに「ここで死ぬか街を去るか」の二者選択を迫られ、「Bye.」と言い残して立ち去る。
第5シーズン
「ウルフラム&ハート」に入社したエンジェルの前に現れ、エンジェルの秘書兼助手になる。
ハーモニーはエンジェルたちにコーディリアの近況を尋ね、彼女が第4シーズンの事件の結果、昏睡状態に陥っていることを知る。
「ハーモニーの道」
ハーモニーが主役を演ずるエピソード。
自宅で男の死体が見つかるなどし、隠蔽工作に追われる。
次第に一連の事件が彼女に仕事を奪われた同僚タミカ（ダニエル・ニコレット）の嫌がらせだということがわかってくる。
「おかえり」
コーディリアが昏睡から覚め、エンジェルたちに伴われてウルフラム&ハート社に訪ねてくる。ハーモニーは全身で喜びを表し、コーディリアに抱きつく。
「不調和」で彼女に散々な目にあったコーディリアはハーモニーがエンジェルの秘書になったことを知り驚く。
その後ハーモニーはエンジェルたちに協力し、イブ（サラ・トンプソン）を拷問する。
「スマイルタイム」
エンジェルがパペットと化すエピソード。
「底」
警備員を殺害したマーカス・ハミルトンに怯え、彼に噛み付く。
「正義は消えず」
最終回。ウルフラム&ハートの最高幹部マーカス・ハミルトンとエンジェルが対決する。ハミルトン側に内通していたハーモニーはエンジェルに解雇されたあと「ふたりともがんばって」と言い残してその場を逃げ出す。

### Predators and Prey
大物コメディアンのアンディ・ディックに襲いかかり、それが縁で芸能界へ進出する。TV番組『ハーモニー・バイツ』に出演するなど、全米のトップセレブの仲間入りをする。